# Hilfsbund für deutsche Musikpflege
Der Hilfsbund für deutsche Musikpflege e. V. (bis 1921 Hilfswerk zur Förderung deutscher Musik und Musiker) wurde im Jahre 1920 von dem ungarisch-jüdischen Violinisten, Violinlehrer und Musikschriftsteller Carl Flesch gegründet. Die Geschäftsstelle befand sich in der Schillstraße 9, im Berliner Stadtteil Tiergarten.
Anlass zur Gründung eines solchen Hilfswerkes war die Tatsache, dass nach dem Ersten Weltkrieg und der Inflation das deutsche Musikleben am Boden lag und viele Künstler Not litten. Ziel des Vereins war daher die finanzielle Unterstützung in Armut geratener oder arbeitsloser Musiker. Der Hilfsbund spielte bei der Unterstützung von Musikern eine bedeutende Rolle, zumal das Preußische Ministerium für Wissenschaft, Kunst und Volksbildung den Hilfsbund finanziell unterstützte und eingehende Gesuche von Musikern an diesen weiterleitete. Der Verein veranstaltete für sein Unterstützungswerk große Wohltätigkeitsfeste und damit verbundene Lotterien, warb Spenden ein von Privatpersonen und Unternehmen.
Im Verein engagierten sich eine Reihe bekannter Musiker, Komponisten oder auch Verleger, so neben Flesch, der Komponist und Direktor der Sing-Akademie zu Berlin, Georg Schumann, 1. Vorsitzender des Vereins seit 1920, oder der deutsch-jüdische Musikverleger Henri Hinrichsen.
Der Hilfsbund musste am 22. Juni 1936 aufgelöst werden. In einem Brief vom 24. Juni 1936 schrieb Richard Stern, der Sohn von Julius Stern, an Georg Schumann: „Es war mir eine Ehre und wirkliche Freude mit Ihnen, hochverehrter Herr Professor, soviele Jahre gemeinsam zum Wohl der notleidenden Musiker zusammenarbeiten zu dürfen, und es ist mir sehr schmerzlich, daß wir vorgestern unser liebgewordenes Kind zu Grabe tragen mußten. Ihre Abwesenheit wurde aufrichtig bedauert...“.